# After Laughter Tour
After Laughter World Tour é a quarta turnê internacional da banda americana Paramore. A turnê engloba diversas outras turnês, todas de divulgação do álbum After Laughter (2017). A divulgação pelas estradas começou no dia 20 de maio de 2017, oito dias após o lançamento oficial do álbum, no festival KROQ Weenie Roast y Fiesta 2017, em Carson, na Califórnia. A "Tour One", turnê onde a banda começou de fato a divulgar o novo trabalho teve seu primeiro show em 15 de junho de 2017, em Dublin, na Irlanda. A turnê foi a primeira da banda após a retorno do baterista Zac Farro.

## Turnês de 2017

### Tour One
18 shows pela Europa, entre 15 de junho, em Dublin, e 14 de julho, na Noruega. 4 em festivais: VOLT Festival, na Hungria, Rock for People, na República Tcheca, Ruisrock, na Finlândia e Slottsfjell, na Noruega.

### Tour Two
21 shows nos Estados Unidos, 2 no Canadá, 3 no México, 2 sendo nos festivais: Live Out e Coordenada, e único show solo na Cidade do México, no dia 23 de outubro. Também fizeram o único show na América do Sul em 2017, no festival Personal Fest, na Argentina, no dia 11 de novembro. A turnê Iniciou em 6 de setembro, em Jacksonville, na Flórida, e terminou oficialmente em Norfolk, no dia 08 de dezembro.

## Turnês de 2018

### Tour Three
8 shows (Reino Unido, Espanha, França). Começando em 11 de janeiro de 2018, em Cardiff, e acabando em Glasgow, na Escócia, no dia 20.